# Льонарство в Україні
Льонарство в Україні — галузь господарства України, що займається вирощуванням льону, його збиранням та переробкою. До початку 1990-х років льонарство в Україні займало провідні позиції у світі. Проте з часом посіви льону значно скоротилося і для розвитку льонарства потрібні інвестиції.
В Україні льонарство розвивається у двох напрямках: вирощування льону-довгунця для отримання волокна та льону-кучерявця (олійного льону) для виробництва олії.

## Льонарство до Першої світової війни
Про льонарство на території України є згадки ще з II—IV ст. Льон вирощувався на Поліссі, в передгірських та гірських районах Карпат. Це пов'язано з тим, що саме ці райони мають найбільш сприятливі природно-кліматичні умови для нього.
У Х ст. льонарство забезпечувало не тільки потреби Русі у лляних тканинах, пряжі і олії, але й вивіз їх за межі Русі. Льонарство набуло розвитку у XVI—XVII ст., значна продукція продавалася в інші країни. Посіви льону на території сучасної України до 1913 року досягли 57 тис. га, Зокрема на Поліссі — 37 тис. га. Валовий збір волокна становив 4,2 тис. т.

## Льонарство в УРСР
Після завершення Першої світової війни льонарство зазнало втрат. У 1920 році посіви льону становило 36 % від 1913 року. У 1921 році збір волокна становив тільки 17 % від 1913 року. Проте воно швидко відновилося на набуло розвитку. У 1940 році льон висівався на 117,7 тис. га у 50 районах. Урожайність волокна досягла 4 ц/га, насіння — 3,2 ц/га. Більш ніж дві третини товарної продукції обробляли чотири льонозаводи. Колгоспи, які займалися льонарством, були забезпечені необхідною технікою для первинної переробки льону.
У роки Другої світової війни матеріальна база з переробки льону була значно зруйнована. Площа посівів льону досягла довоєнних показників тільки в 1948 році. Через два року в Україні льон-довгунець висівався на 125,6 тис. га, валовий збір волокна становив 117 тис. ц і насіння 151 тис. ц. Низькі показники врожайності пояснювалися недостатньою якістю сортів льону, низьким рівнем механізації. Справа дещо поліпшилася до 1955 року, коли з 169,4 тис. га було отримано 480 тис. волокна і 394 тис. ц насіння. Збільшення валових зборів льонопродукції в наступні роки забезпечувалося за рахунок збільшення посівних площ. У 1960 році з 223,4 тис. га було отримано 740 тис. ц волокна і 633 тис. ц насіння. У наступні 20 років площа посіву льону змінювалася мало, досягши найбільшого показника у 1975 році — 238 тис. га. До 1965 року урожайність льоноволокна не перевищувала 2,9 ц/га.
З 1950-х років проблемами льону став займатися Український науково-дослідний інститут землеробства (м. Київ). Українські селекціонери у 1966 році районували перший сорт льону вітчизняної селекції ЛД-147. У 1966—1970 роках середньорічна урожайність льоноволокна піднялася до 3,9 ц/га. У ці роки кількість льонозаводів збільшилася до 18, колгоспи отримали нову техніку. Все це сприяло тому, що за наступні п'ять років середньорічна урожайність волокна становила 5 ц/га (у 1973 році — 5,9 ц/га).
З 1974 року дослідну роботу з льоном розпочав проводити Інститут луб'яних культур (м. Глухів). У 1976—1980 роках урожайність піднялася до 5,3 ц/га, середньорічний збір волокна становив 124 тис. т. З 1980 року посіви льону стали поступово скорочуватися. У 1980—1985 роках середня урожайність волокна опустилася до 4,7 ц/га. У наступні п'ять років урожайність становила 5,7 ц/га. У 1990 році льон-довгунець посіяли на 172 тис. га, 46 льонозаводів переробляли до 130 тис. т волокна за рік.
До 1991 року льонарство було провідною галуззю сільського господарства зони Полісся України. На льон припадало 30-70 % прибутків від рослинництва. В окремих господарствах цей показник був вищий. Рівень рентабельності галузі коливався в межах 60-160 %. Це було наслідком порівняно високих врожаїв високоякісної продукції та закупівельних цін на льонопродукцію, відповідному стимулюванню товаровиробників, кредитуванню переробних підприємств тощо.

## 1990-ті роки
Перша половина 1990-х років в Україні відзначилася скороченням площ під льон до 98 тис. га при врожайності, яка досягала найвищих показників — 6,2 ц/га, що було на рівні виробників західноєвропейських країн.
У наступні п'ять років посівні площі скоротилися до 20,7 га, урожайність різко впала до 2,7 ц/га. Було отримано тільки 5,5 тис. т сировини. Це було майже в 20 раз менше, ніж отримувалося наприкінці 1980-х — початку 1990-х років. Це призвело до того, частина льонозаводів закрилася, частина перепрофілювалася. Найбільші льонокомбінати України ВАТ «Рівне льон» (м. Рівне) та ВАТ «Льонотекс» (м. Житомир), почали виробляти тканини також із інших видів сировини.

## 2000-ті роки
На початку століття посівні площі льону в Україні значно скоротилися. У 2000—2005 роках льон-довгунець висівався на площі до 25 тис. га. Врожайність волокна, що впала до 4,2 ц/га у 2000 році, піднялася до 5,4 ц/га у 2005 році. Було отримано 8 тис. т волокна у 2000 році, у 2005 році — 12,7 тис. т. Разом з тим почали зростати площі посіви олійного льону, які були раніше незначні, і у 2005 році вони зрівнялися з посівами льону-довгунця.
Починаючи з 2006 року посіви льону-довгунцю почали стабільно зменшуватися щороку і в 2010 році були дещо більші 1 тис. га. У наступні роки площі посівів льону-довгунця тільки піднялися до 2 тис. га у 2015 році, у наступні роки відбувається постійне зменшення площ цього сорту льону. Вирощування льону-довгунця зосередилося в основному в Житомирській, Сумській та Чернігівських областях. Валовий збір волокна зберігається на рівні 1 тис. т, врожайність за рахунок нових сортів вища, ніж у попередні роки.
Великий попит на насіння льону у світі сприяв розширенню посів олійного льону в Україні, хоча різні роки площі під цим сортом змінювалися. У 2010 році під олійний льон було виділено майже 59 тис. га. Потім площі зменшувалися з наступним зростанням. У 2015 році посіви досягли найвищого показника 68 тис. га. Після цього наступив спад. У 2019 році посіви олійного льону не перевищували 18 тис. га. Олійний льон культивується степовій та лісостепових районах України. Зменшення посівів льону-довгунця на Поліссі сприяло поширенню там олійного льону.

## Сучасний стан та перспективи розвитку
Льонарства в Україні, яке набуло найбільшого розвитку 1970-1980-ті роки, з часом втратило свої позиції в світі. Змінилася структура льонарства, стало переважати олійне, а вирощування льону-довгунцю на волокно незначне.
Особливістю вирощування льону є те, що він найбільша самонесумісна культура. Як його сіяти на одному підряд, то на четвертий рік він не розвинеться. Тому льон висівають на одному місці не частіше ніж раз на п'ять років. Тому у сівозміні його доля не може перевищувати 20 % посівних площ. Льон для деяких культур є добрим попередником, що сприяє підвищення їх врожайності.
Олійний льон можна вирощувати майже на всіх ґрунтах України, за винятком важки глинястих або піщаних. Цей сорт льону потребує наявності у ґрунті достатньої кількості основних елементів живлення: азоту, фосфору і калію. Майже всі сорти льону дуже уразливі до різних хвороб. Тому для отримання високих урожаїв необхідно дотримуватися вимог агрокультури. А це потребує значних коштів. Якщо застосовувати мінімальні технології, можна отримати олійного насіння в 1 т/га, рентабельність становитиме приблизно 35–40 %. Якщо використовувати якісні сорти насіння, неухильно дотримуватися технології вирощування льону, то рентабельність буде у 100—175 %. А при середній урожайності 2,5 т/га — 230—250 %.
Світова ціна на насіння олійного льону була високою у 2009—2015 роках, що робило його виробництво рентабельним в Україні. І, як наслідок, олійний льон займав значні території. Проте, з 2016 року — ціна впала, в Україні діє 10 % експортне мито на насіння льону. Все це зменшує рентабельність олійного льону, потребує додаткових інвестицій, це привело до значного зменшення посіві олійного льону. Українські виробники експортують насіння олійного льону. Це є наслідком того, всі олійні підприємства України зайняті такими культурами, як соняшник, ріпак, соя.
На початок 2020-х років українські підприємства, що займаються виготовленням виробів з лляних тканин, використовують імпортні тканини. Жодне текстильне підприємство в Україні не виготовляє тканини з українського льону, зокрема Рівненський льонокомбінат (ТМ «GOLDI») — випускає тканини з іншої сировини; Старосамбірський льонокомбінат на Львівщині, станом на 2020 рік — припинив свою діяльність та розпродає обладнання;  Харківський канатний завод — зупинено; Житомирський льонокомбінат — повністю зруйновано; інші торгові марки та невеликі виробники, що позиціонуються як національні, насправді відшивають готові вироби, використовуючи імпортні лляні тканини.
Первинною переробкою трести льону та виготовленням лляного волокна займаються компанія Linen of Desna у місті Глухові, що на Сумщині (вирощує льон-довгунець на 400 га), Пулинський льонозавод (власник-Свириденко Вячеслав Борисович), що знаходиться в с. Молодіжному Пулинського району на Житомирщині, на якому в 2020 році встановлено сучасне обладнання для переробки трести льону та конопель, «Поліська картопляна компанія» (Чернігівщина) та Новоград-Волинський льонозавод (ТОВ «Агросоюз») м. Новоград-Волинський Житомирської області. Основна селекційна робота з льоном в Україні зосереджена в Інституті луб'яних культур, що знаходиться в м. Глухові.
Протягом ІІ півріччя 2024 року, за даними моніторингу АПК-Інформ, в портах України домінувало підвищення цін на льон на тлі активного попиту на нього з боку експортерів. Станом на 3 січня 2025 року максимальні ціни на льон фіксувалися переважно не вище 23500 грн/т (СРТ-порт), що значно більше аналогічних цін (початку липня 2024 року) на 5500 грн/т.